# Плехівська сільська рада
Плехівська сільська рада — адміністративно-територіальна одиниця у Оржицькому районі Полтавської області з центром у c. Плехів.
Населення — 1043 особи.

## Населені пункти
Сільраді були підпорядковані населені пункти:
- c. Плехів
- с. Тарасівка

## Географія
Територією сільради протіка річка Оржиця.